# Universitas 21
Universitas 21 är ett internationellt nätverk av forskningsintensiva universitet. Det grundades 1997 och har för närvarande 20 medlemsuniversitet i tolv länder. Universiteten har sammanlagt omkring en halv miljon studenter, 40 000 lärare och forskare och över 2 miljoner utexaminerade studenter.

## Medlemsuniversitet
Australien
- University of Melbourne
- University of New South Wales
- University of Queensland

Irland
- University College, Dublin

Japan
- Wasedauniversitetet

Kanada
- University of British Columbia
- McGill University

Kina
- Fudanuniversitetet i Shanghai
- University of Hong Kong
- Shanghai Jiao Tong

Mexiko
- Tecnológico de Monterrey

Nya Zeeland
- University of Auckland

Singapore
- National University of Singapore

Storbritannien
- University of Birmingham
- University of Edinburgh
- University of Glasgow
- University of Nottingham

Sverige
- Lunds universitet

Sydkorea
- Korean University

USA
- University of Virginia